# 海鮮料理の一覧

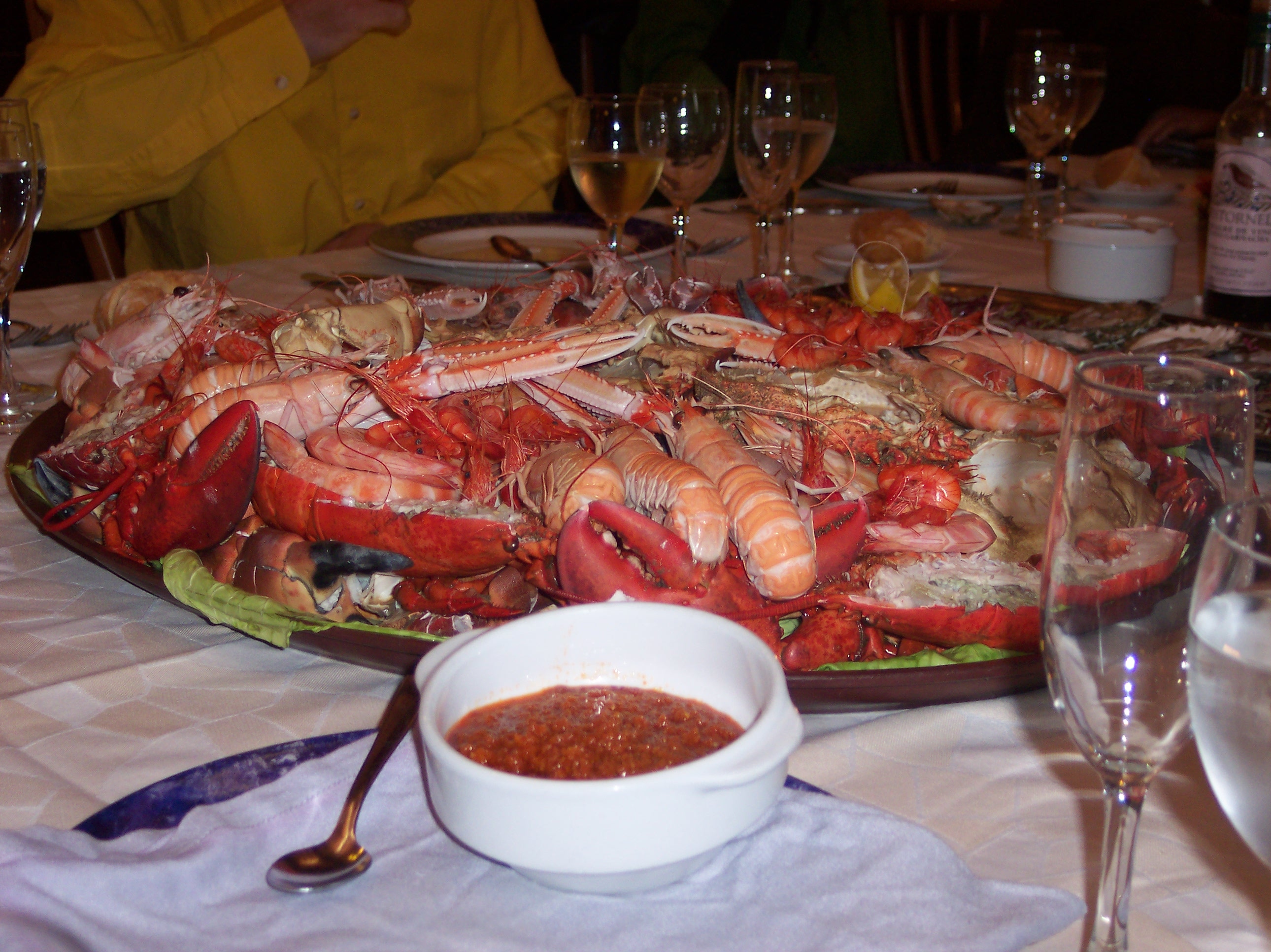
プラトー・ド・フリュイ・ド・メール（plateau de fruits de mer、フランス語で「魚介類の盛り合わせ」）は、貝の刺身と火を通した貝を盛り合わせ、氷の下敷きの上で冷やして提供される海鮮料理である。

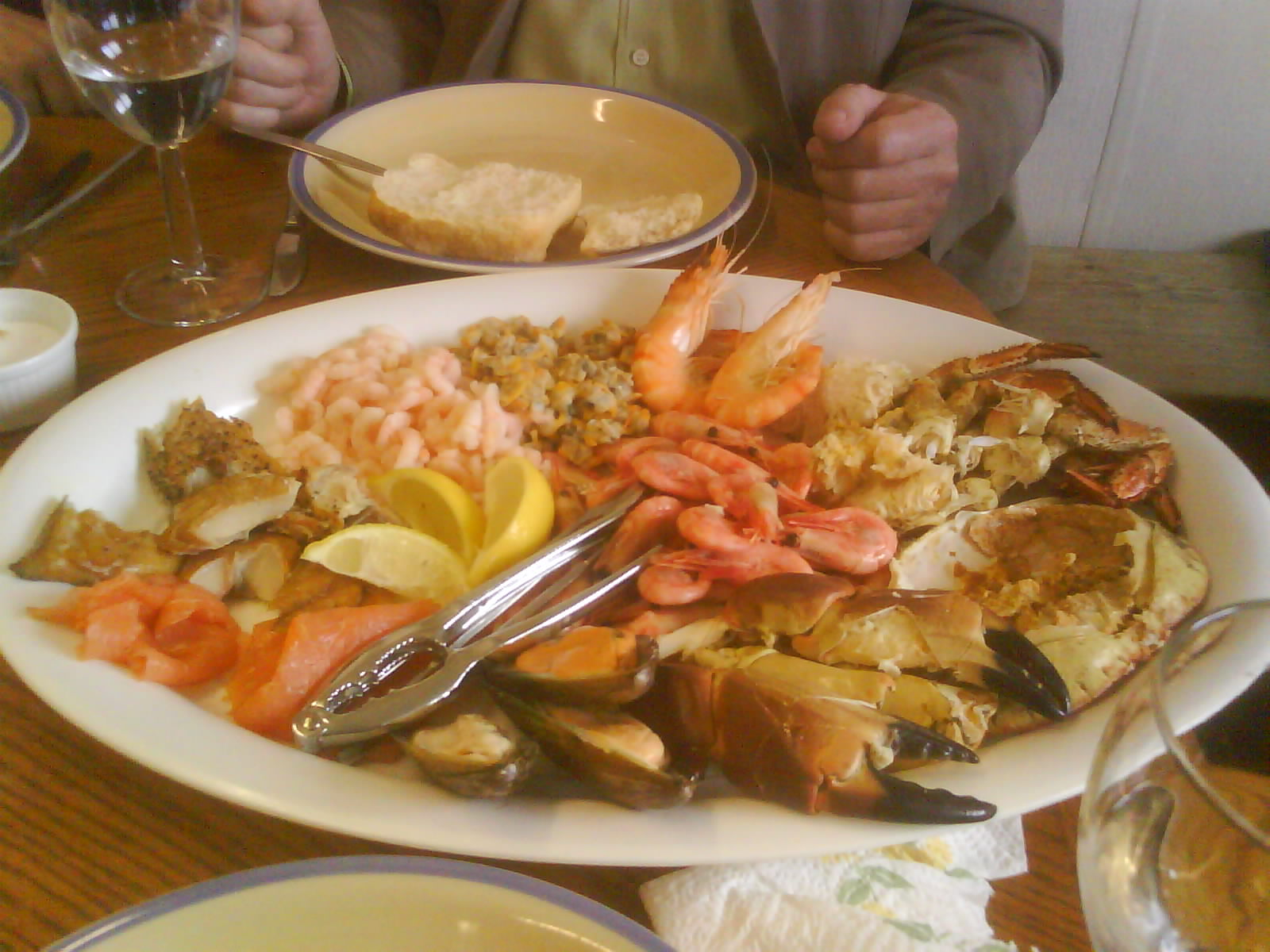
大皿に載せられた魚介類

これは海鮮料理の一覧（かいせんりょうりのいちらん）である。海鮮料理とは、魚介類（魚、貝、海藻など）を主たる材料とした料理である。多くの海鮮料理には特定の名前（たとえば、「チョッピーノ」など）がある一方で、「揚げ魚」など簡易な名称しかつけられていないものや、特定の場所にちなんで名付けられた（「カレンスキンク」など）ものもある。

### カニ料理

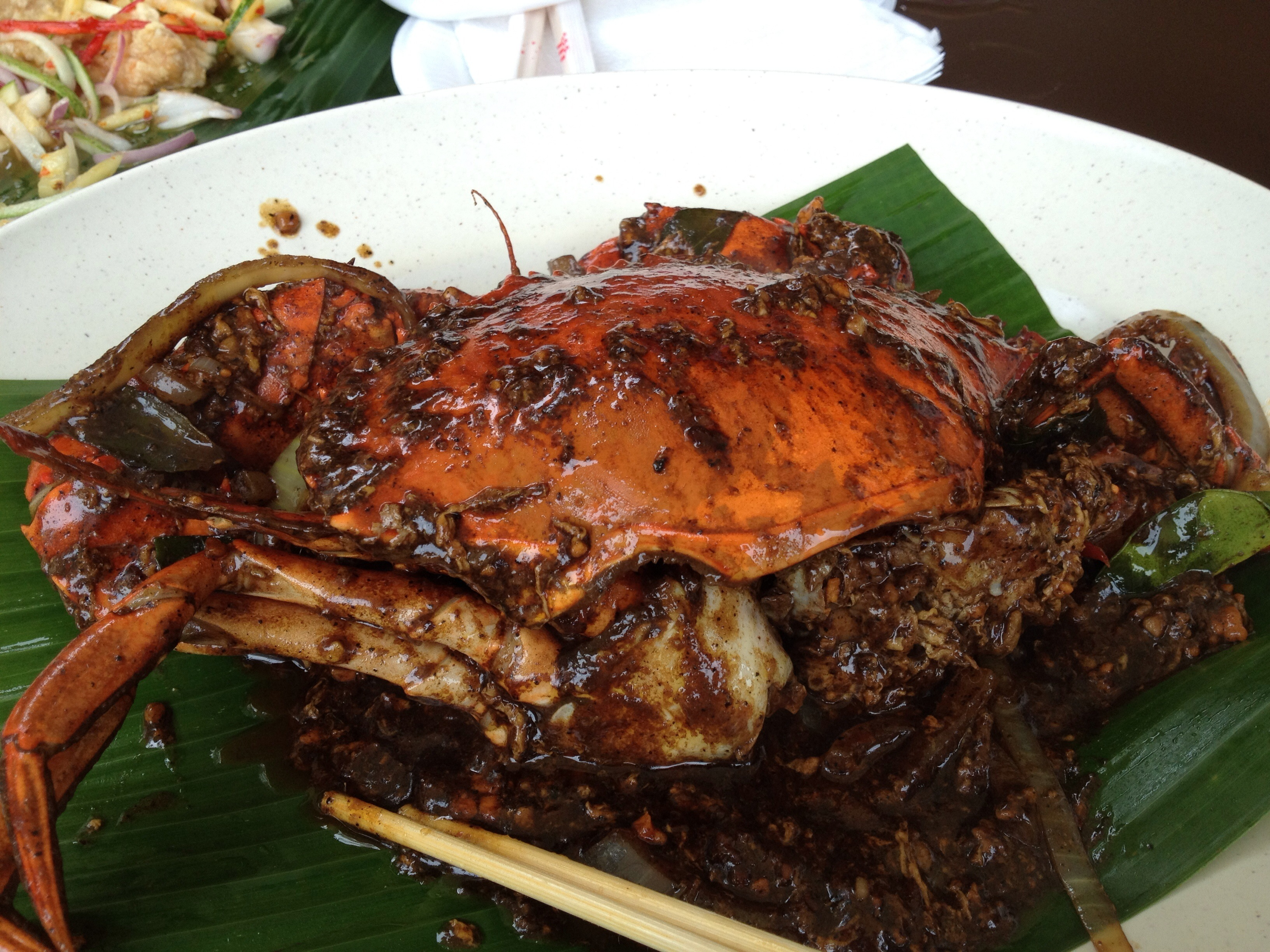
黒胡椒蟹（シンガポール）

## 魚介料理

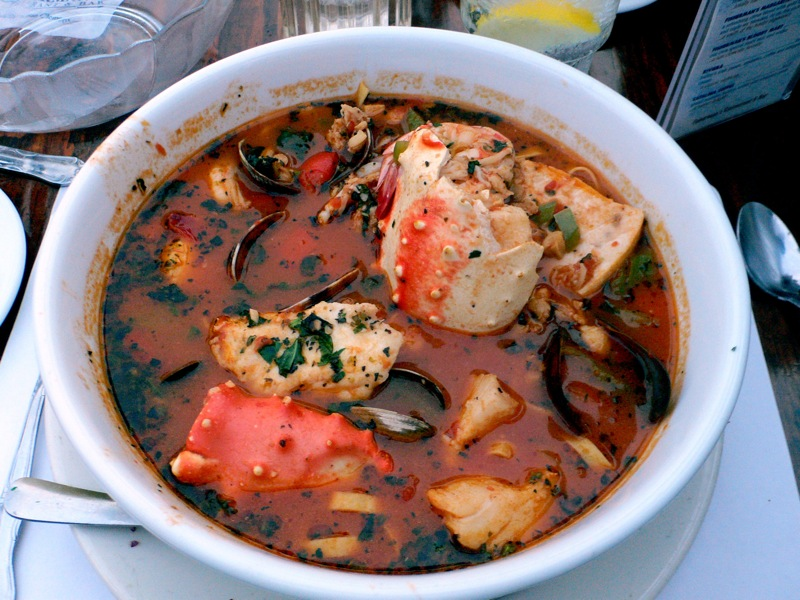
チョッピーノはサンフランシスコ発祥の魚介シチューである。

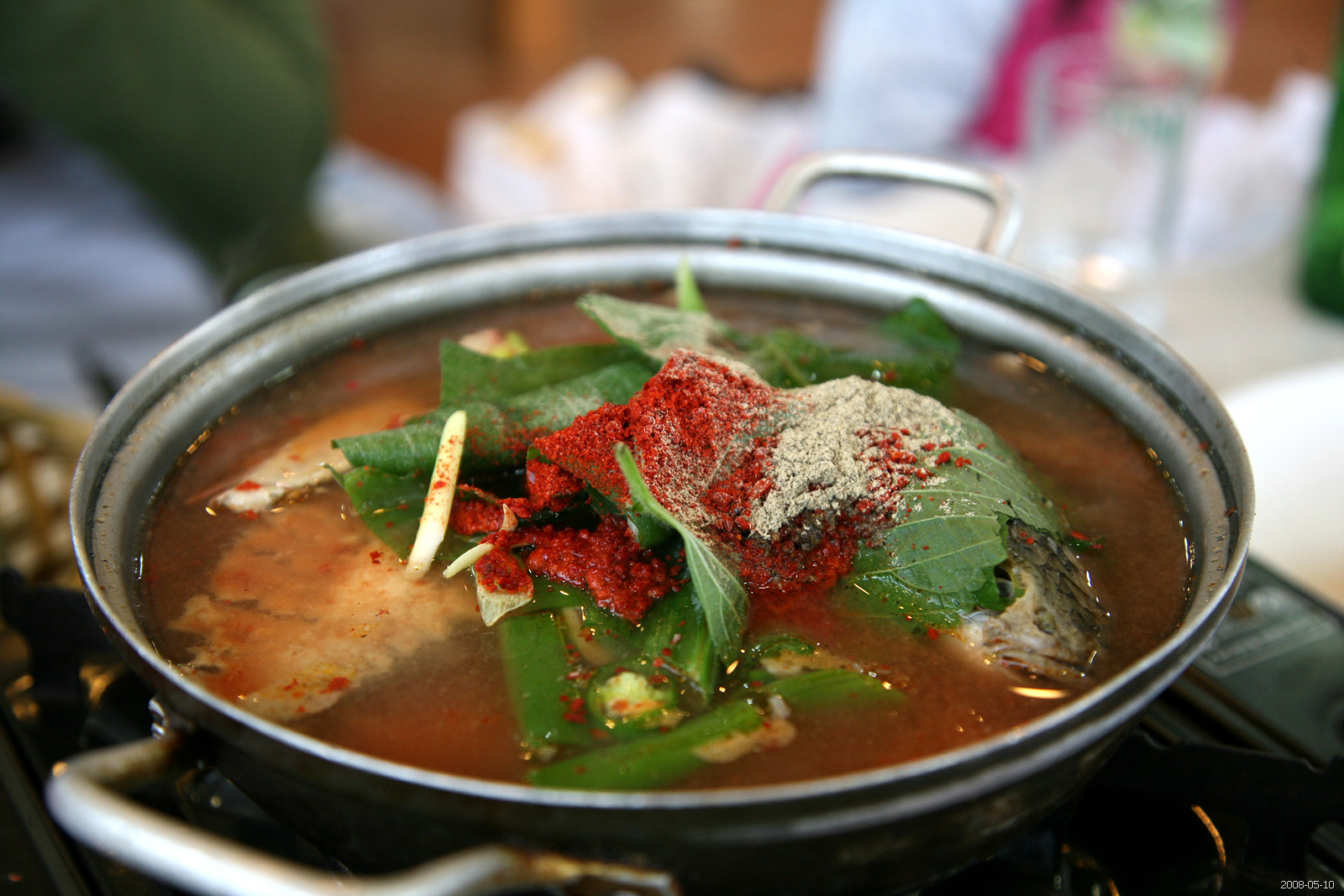
メウンタンは、コチュジャン（韓国の辛子味噌）、コチュカル（韓国の一味唐辛子）
、およびさまざまな野菜を煮込んだ、辛みのあるスープである。

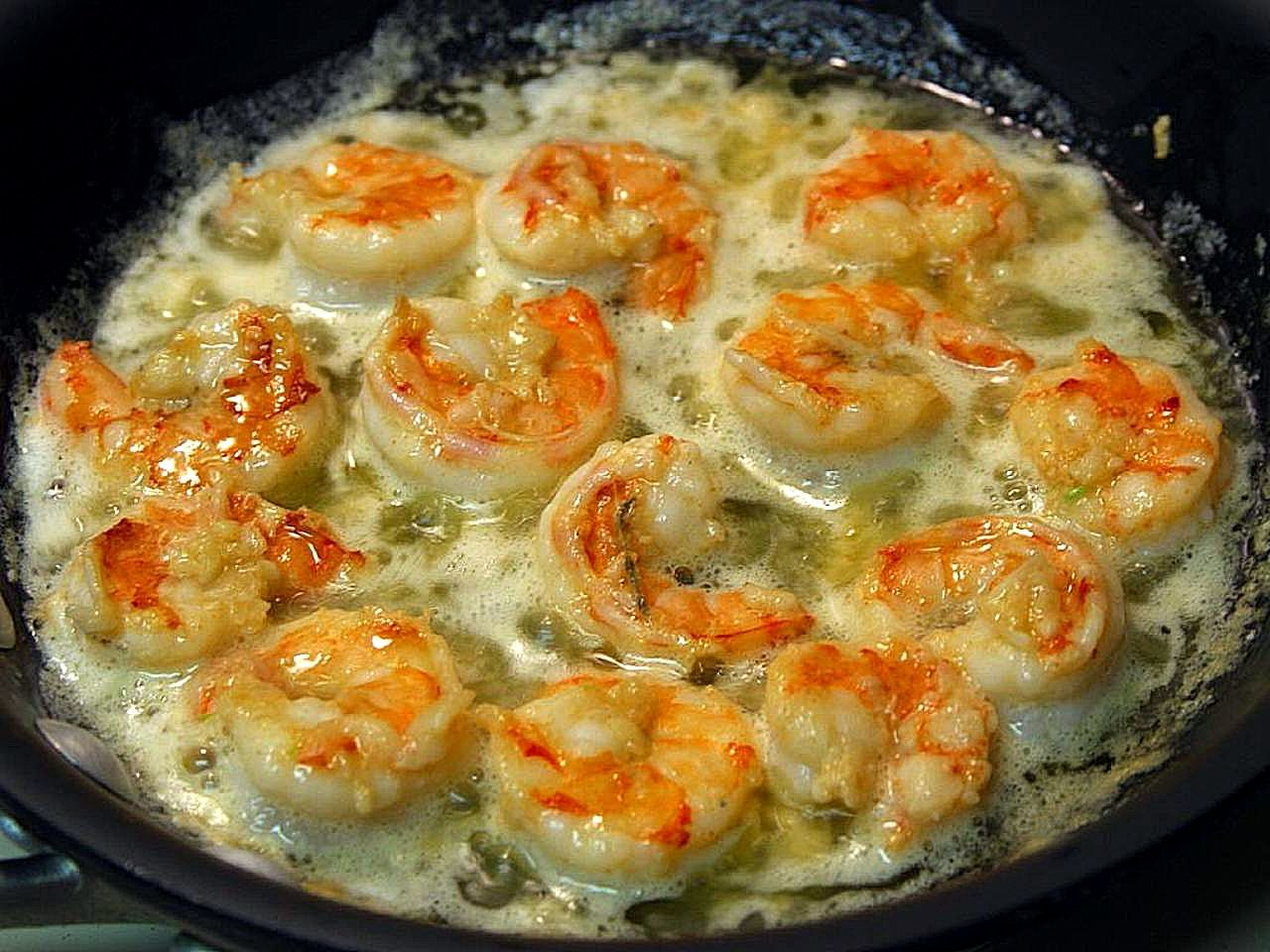
エビ手長海老

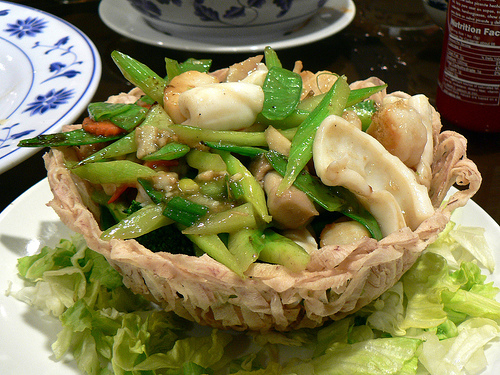
海鮮鳥の巣

- エビとイカのカッチーカイ
- バルチャオ
- バンカン
- ビスク
- ブンマム
- ブンリエウ
- チャウダー
- チョッピーノ
- ココナッツシュリンプ
- クラブパフ
- ザリガニのパイ
- クラント
- フィデウア
- フィッシュヘッド
- ハラボス
- フェ
- フェトッパプ
- チェチョプグク
- ゲーン・ソム
- ケジャリー
- メウンタン
- ムール・フリット
- 膾
- ニューイングランドのアサリ焼き
- オレンジイカ
- オタイカ
- パエリヤ
- パイラマリーナ
- ピアパラン
- 手長海老
- 海鮮バスケット
- 海鮮鳥の巣
- シーフードボイル
- 海鮮カクテル
- 海鮮ピザ
- ストロガニナ
- スンドゥブチゲ
- 魚介類とステーキのコース料理
- ティヌモク

### あさり料理

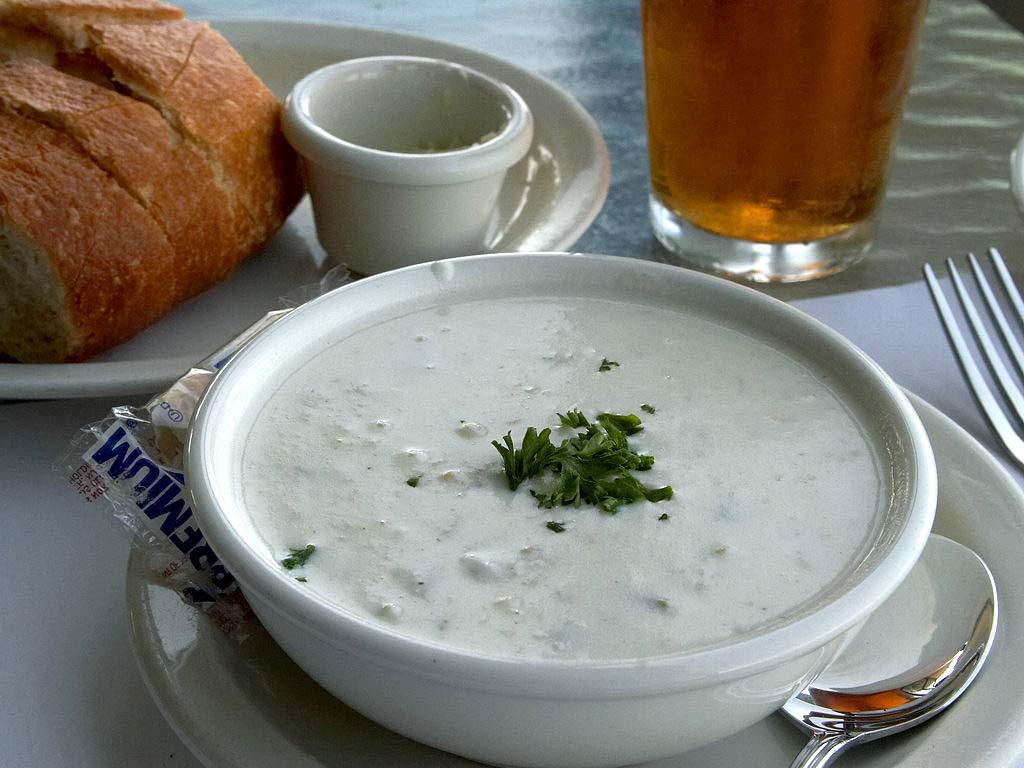
クラムチャウダー。写真はニューイングランド風。

- アサリケーキ
- クラムチャウダー
- クラムスカジノ
- アサリオレガナタ
- ファベスコンアルメハス
- あさりの炒め物
- ニューイングランドのアサリ焼き
- あさりの蒸し物
- あさりのつめもの

### ロブスター料理

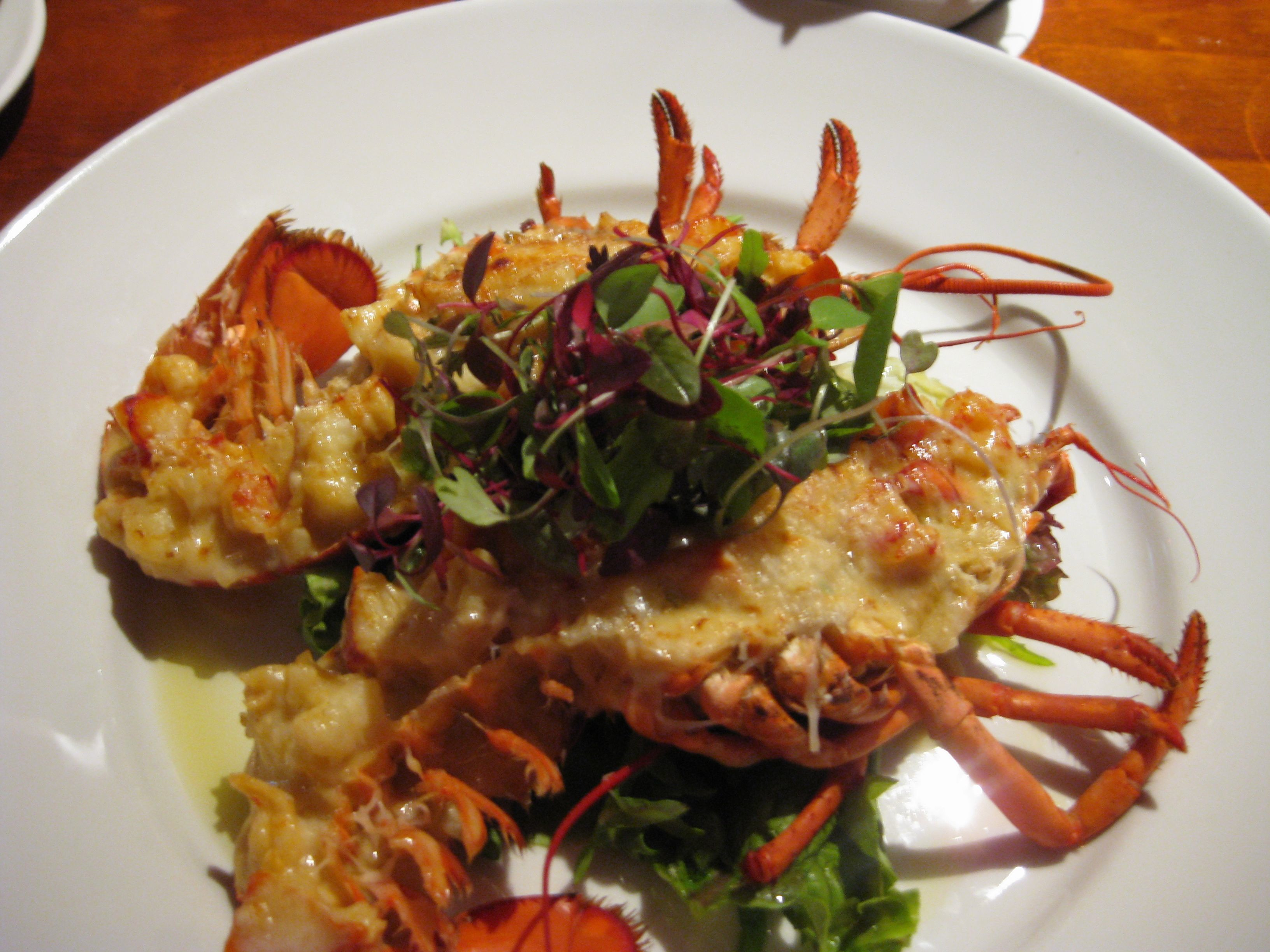
ロブスターテルミドールは、ロブスター、卵黄、コニャックまたはブランデーをロブスターの殻に詰めたフランス料理。

- ロブスタービスク
- ロブスターニューバーグ
- ロブスターロール
- ロブスターシチュー
- ロブスター・テルミドール

### タコ料理
- ミルフレーボアバ
- ナクチポックン
- ヨンポタン
- ポルボ・ア・フェイラ
- サンナクチ
- たこ焼き
- 明石焼き
- 蛸飯

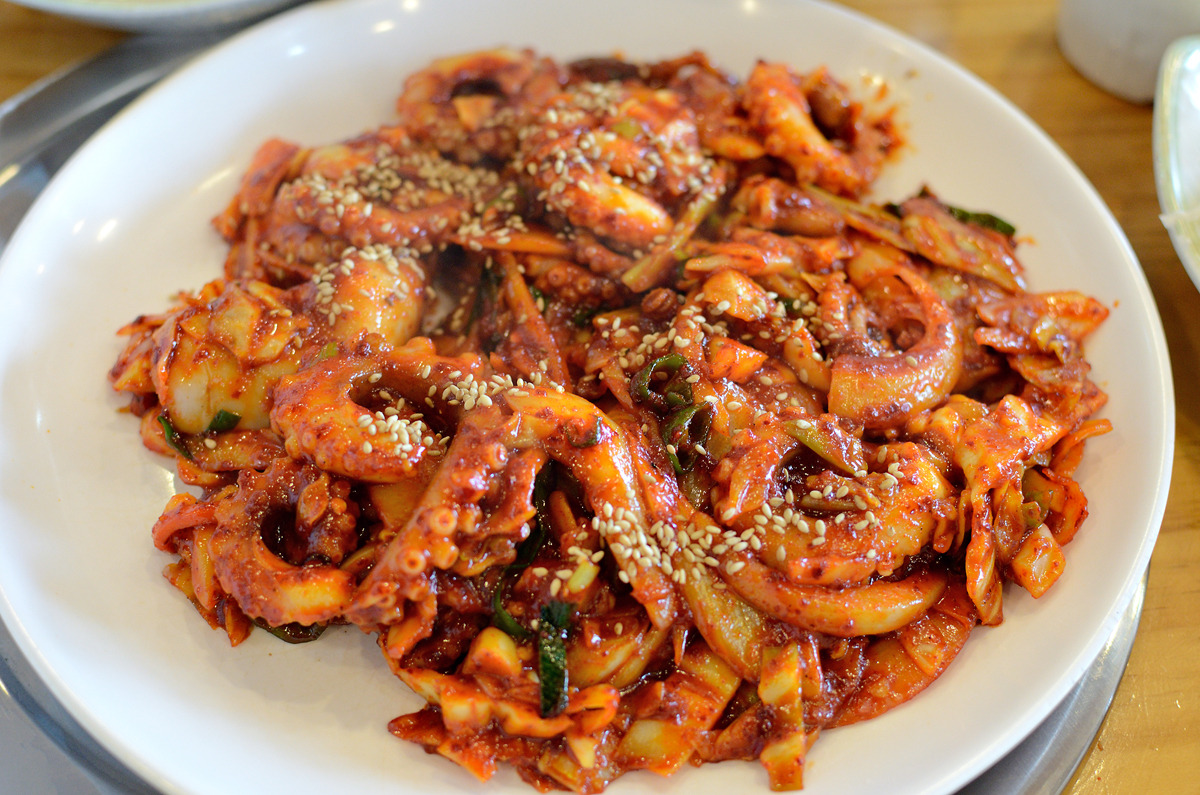
ナクチポックン（タコ炒め）
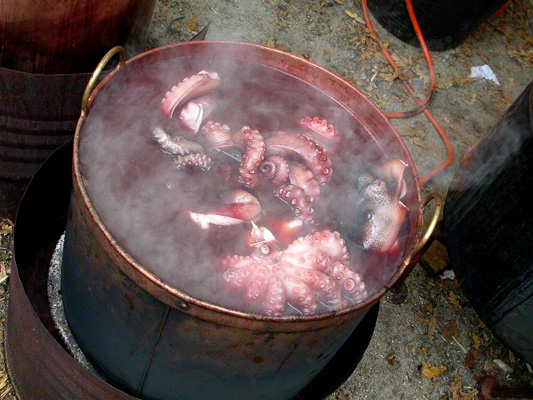
鍋でタコを調理する
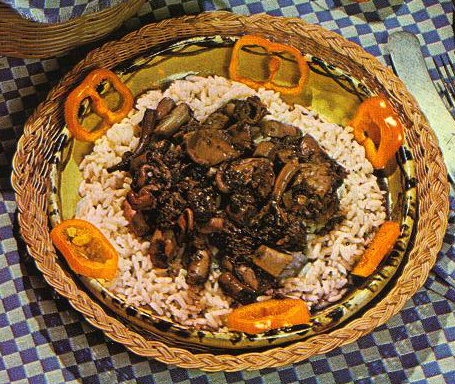
Pulpo a la campechana
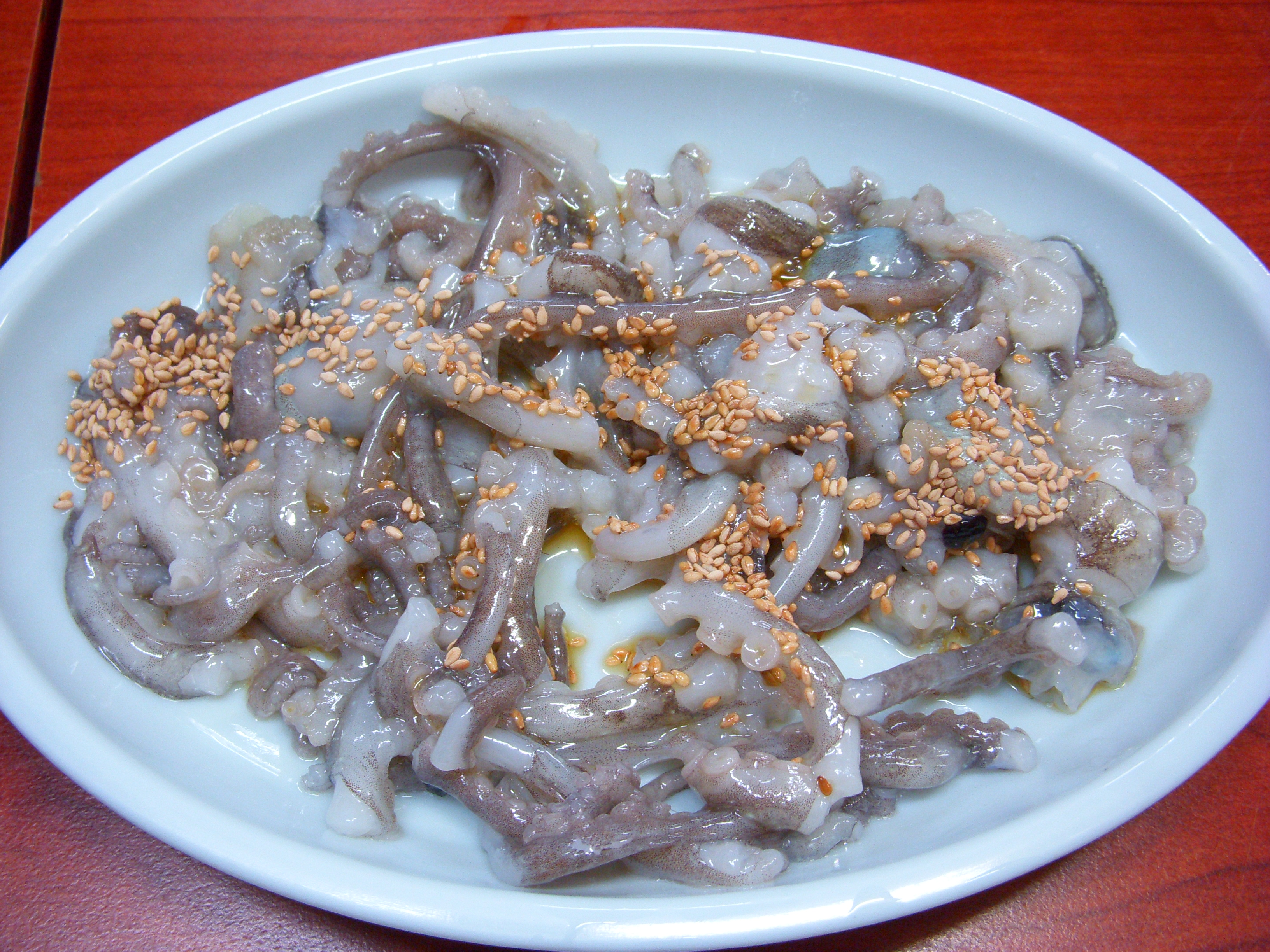
サンナクチ（タコの刺身）
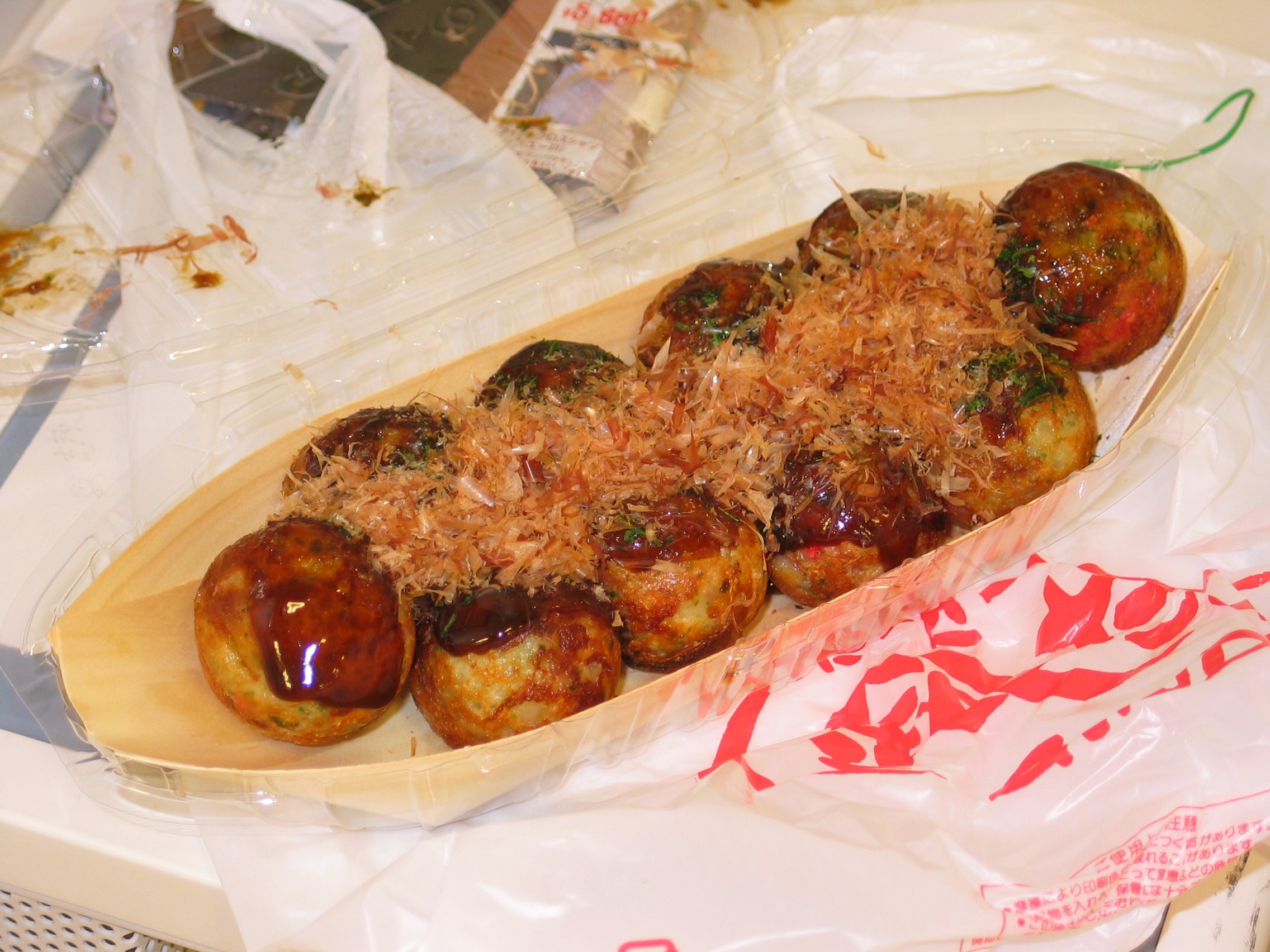
たこ焼き
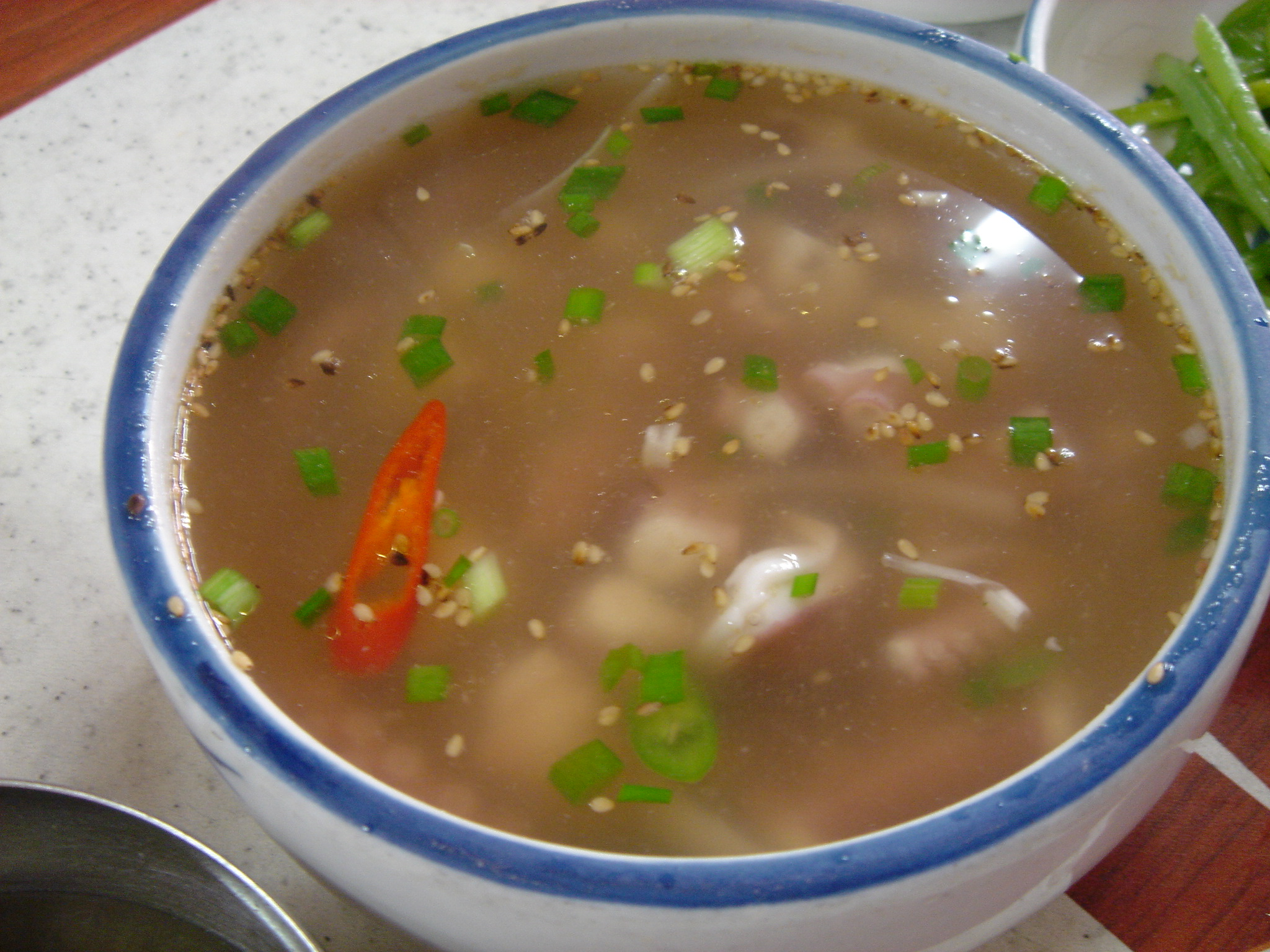
ナクチヨンポタン（タコのスープ）

### 牡蠣料理

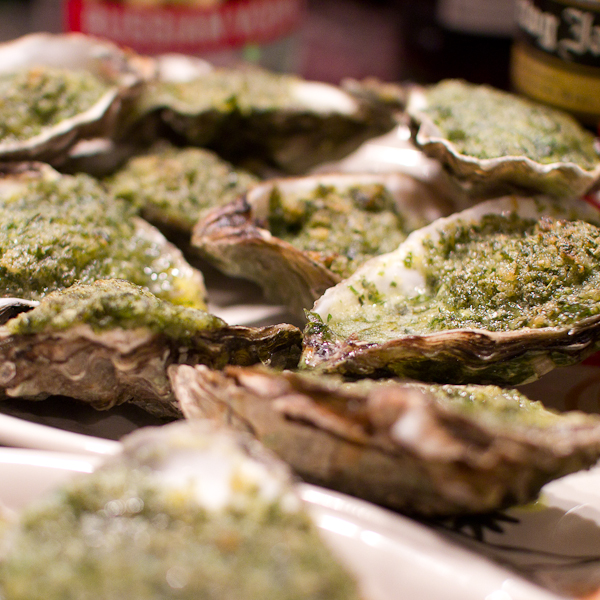
オイスターロックフェラー

- エンジェル・オン・ホースバック
- ハングタウンフライ
- 蚵仔煎
- オイスターソース
- 蚵仔麺線
- オイスタービエンビル
- 牡蠣の串焼き
- カキカークパトリック
- オイスター・ロックフェラー
- ステーキアンドオイスターパイ

### エビ料理

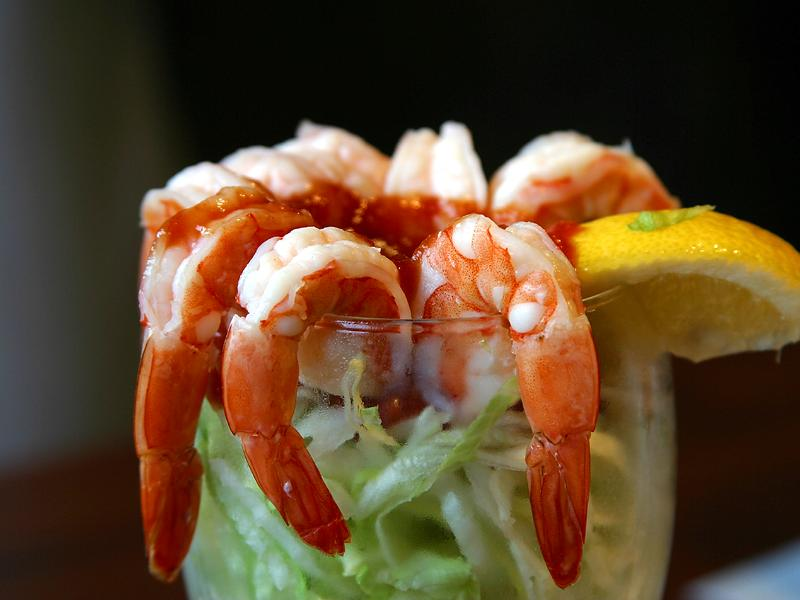
エビのカクテル

- 踊り海老
- トムヤムクン
- バラオ・バラオ
- ビヤリング
- ブンマム
- カマロンレボサド
- チャッコリ
- チャオトム
- 酔っ払い海老
- エビのチリソース
- エビフライ
- ギナタンヒポン
- ギナタンカラバサ
- ハラボスナヒポン
- 蝦餃
- オコイ
- ピニニャハンエビ
- エビのクラッカー
- エビのカクテル
- エビのボール
- 白茹でエビ

### イカ料理

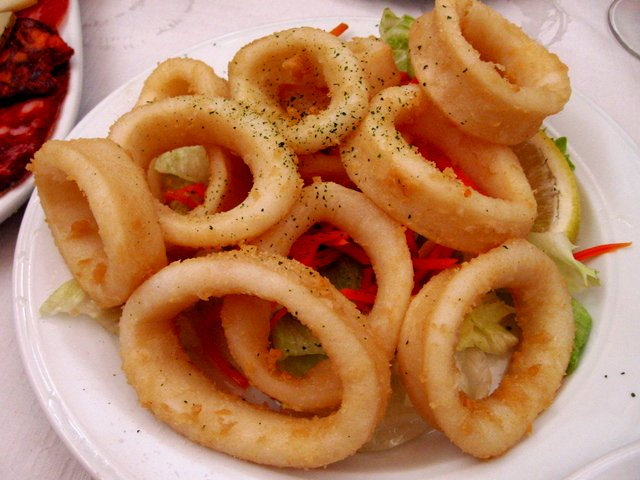
イカフライ

- イカ焼き
- アロス・ネグロ
- スルメ
- イカフライ
- ギシンギシン
- 烏賊飯
- オサムプルコギ
- アロス・ネグロ
- パンシットチョカ
- イカカクテル